# Мин-ди (Восточная Цзинь)
Цзиньский Мин-ди (кит. трад. 晉明帝), личное имя Сыма Шао (кит. трад. 司馬紹, пиньинь Sīmǎ Shaò), взрослое имя Сыма Даоцзи (кит. трад. 司馬道畿, 299 — 18 октября 325) — шестой император империи Цзинь; второй император эпохи Восточная Цзинь.

## Биография
Родившийся в 299 году Сыма Шао был старшим сыном Ланъе-вана (琅邪王) Сыма Жуя, однако его матерью была наложница Сюнь, а не остававшаяся бездетной официальная жена Юй Мэнму. Год спустя наложница Сюнь родила Сыма Жую ещё одного сына — Сыма Поу. Завидуя, Юй Мэнму выгнала низкорождённую Сюнь, и занялась воспитанием детей самостоятельно.
Когда император Минь-ди назначил Сыма Жуя на высшие государственные должности, то тот поставил Сыма Шао во главе обороны Гуанлина. Когда император был схвачен сюнну, и Сыма Жуй провозгласил себя Цзинь-ваном, то сначала он хотел объявить своим официальным наследником более любимого им Сыма Поу. Однако Ван Дао указал, что наследником традиционно объявляют старшего из сыновей, и в 316 году Сыма Шао был объявлен официальным наследником Сыма Жуя, сохранив этот статус и после того, как в 318 году Сыма Жуй провозгласил себя императором с тронным именем Юань-ди.
Будучи в статусе наследника, Сыма Шао стал известен тем, что окружал себя талантливыми людьми, рассматривая их как друзей, а не как подчинённых. Когда в 322 году Ван Дунь восстал против Юань-ди, и захватил столицу Цзянькан, то Сыма Шао хотел броситься туда в последний бой, но один из его приближённых — Вэнь Цзяо — не допустил этого, перерезав подпругу у лошади. Когда император Юань-ди был вынужден покориться Ван Дуню, то Ван Дунь хотел добиться смещения Сыма Шао с поста наследника престола, ложно обвинив его в сыновьей непочтительности, однако Вэнь Цзяо сработал на опережение и публично рассказал о сыновьем благочестии Сыма Шао, подорвав доверие к обвинениям Ван Дуня. В начале 323 года император Юань-ди скончался от переживаний, вызванных всеми этими потрясениями, и Сыма Шао взошёл на трон как император Мин-ди.
Первым делом Мин-ди разыскал свою мать — госпожу Сюнь — и поселил её во дворце. Однако в связи с тем, что он уважал и свою покойную мачеху (которая скончалась в 312 году, и была посмертно удостоена титула императрицы), он не стал давать матери титула «вдовствующей императрицы».
Ван Дунь не уважал нового императора, и собирался узурпировать трон. Летом 323 года он перенёс свою ставку из Учана в Гушу, поближе к столице, а также взял в свои руки управление столичной провинцией. В 324 году он заболел, и решил сбросить династию Цзинь, чтобы императором мог стать его приёмный сын Ван Ин. Однако он забыл, что цзяньканский градоначальник Вэнь Цзяо является сторонником императора, и тот предупредил Мин-ди как о планах Ван Дуня, так и о его болезни. Ван Дао, также сохранивший верность императору, объявил императорским войскам ложную весть о смерти Ван Дуня, что повысило их дух, а император подкрепил их опытными частями, отозванными с северной границы. В результате, когда Ван Дунь послал свои войска на столицу, нападение было отбито. Услышав о поражении, Ван Дунь скончался.
Осенью 325 года император Мин-ди заболел. Так как его сыну Сыма Яню было всего 4 года, то он создал для управления страной после своей смерти регентский совет, в котором были сбалансированно представлены различные существовавшие при дворе группировки. Вскоре после этого он скончался в возрасте всего 26 лет.

## Девизы правления
- Юнчан (永昌 Yǒngchǎng) 322—323
- Тайнин (太寧 Tàiníng) 323—325